# بیمارستان مدرس
مرکز پزشکی، آموزشی و درمانی شهید مدرس نام یک بیمارستان دولتی دانشگاهی است در شمال غرب تهران که در تقاطع بزرگراه یادگار امام و خیابان سعادت آباد بالاتر از میدان کاج واقع شده‌است. زمین این بیمارستان از موقوفات سیدضیاالدین طباطبایی بوده است.
این بیمارستان جزو بیمارستان‌های دانشگاه علوم پزشکی شهید بهشتی بوده و در سال ۱۳۵۴ افتتاح شده‌است.

## بخش‌ها
بخشهای اصلی بیمارستان قلب و جراحی قلب، قلب اطفال و جراحی قلب اطفال، نفرولوژی دیالیز (تراکافت) و پیوند کلیه، اورولوژی، جراحی و جراحی توراکس، داخلی (هماتولوژی و انکولوژی، ریه، گوارش، عفونی) و ۵ بخش مراقبت ویژه شامل جراحی عمومی جراحی قلب بالغین جراحی قلب اطفال و ۲ بخش مراقبت ویژه قلب می‌باشد.
البته درمانگاه‌های پوست و روانپزشکی و توانبخشی و تغذیه علاوه بر موارد فوق برای خدمات سرپایی وجود دارد.